# منتخب تايوان للريشة الطائرة
منتخب تايوان لتنس الريشة هو ممثل تايوان الرسمي في المنافسات الدولية في كرة الريشة .